# Vermaningen van Shuruppak
De Vermaningen van Šuruppak  zijn onderdeel van de vroegste Sumerische literatuur en daarmee van de vroegste literatuur van de mensheid. De tekst is bekend van Vroeg-dynastieke fragmenten uit Tell Abu Salabikh en uit een aantal veel latere bronnen.
Het betreft een wijsheidtekst die uit een verzameling korte vermaningen bestaat die ene Šuruppak aan zijn zoon op zijn levensweg meegeeft. De stijl heeft iets weg van het boek Spreuken van de Bijbel, maar de tekst is een kleine twee millennia ouder.

## Enige citaten[2]
In die dagen, lang geleden, in die nachten,  in die verre nachten, in die jaren, in die langvervlogen jaren, in die tijd, leefde de wijze in het land die wist hoe in uitgebreide taal te spreken; Šuruppak, de zoon van Ubara-Tutu gaf vermaningen aan zijn zoon Zi-ud-sura: Mijn zoon laat mij je vermaningen geven: je zou goed moeten opletten! Zi-ud-sura, laat mij een woordje met je spreken: je moet goed opletten! Verwaarloos mijn vermaningen niet! Overtreed de woorden niet die ik spreek! De vermaningen van een oud man zijn kostbaar, je zou ze moeten gehoorzamen!
Je moet geen ezel kopen die balkt; hij zal je middenrif(?) splijten(?)
Je moet niet borg staan voor een ander; die man heeft dan grip op jou. Je moet ook niet een ander borg voor je laten staan (die man zal je minachten)
Je moet niets stelen; je moet jezelf niet ...(?). Je moet niet inbreken in een huis, je moet de geldkist(?) niet begeren. Een dief is een leeuw, maar zodra hij gepakt is, wordt hij een slaaf. Mij zoon, je moet geen roof plegen, je moet jezelf niet met een bijl snijden.
Je moet niet onbehoorlijk spreken; later wordt dat een valstrik voor je
Je moet 's nachts niet reizen: ze kan zowel goed ald kwaad verbergen.
Je moet geen seks bedrijven met je slavinnetje: ze zal je verslinden.
Het oog van de lasteraar beweegt altijd schielijk in het rond zoals een spintol. Je moet nooit in zijn gezelschap blijven; zijn bedoelingen(?) moeten geen uitwerking(?) op je kunnen hebben
Je moet in de bierhallen niet opscheppen zoals een man van bedrog, dan zal je woord vertrouwd worden
Het paleis is als een machtige stroom; het midden ervan is als spiezende stieren; wat erin binnenstroomt is nooit genoeg en wat eruit stroomt kan nooit gestopt worden
Je kunt geen oordeel vellen als je bier drinkt.
De hemel is ver, de aarde het kostbaarst, maar het is met de hemel dat je je goederen vermeerdert en alle vreemde landen ademen eronder.
Het noodlot is een natte oever; je kunt erover uitglijden.
Een vrouw met haar eigen bezit ruïneert het huis.

## De religie
De latere, uitgebreidere versies van het stuk uit de Oud-Babylonische tijd hebben een indeling in drie hoofdstukken, ieder met een korte inleiding en een afsluiting. In de afsluiting van deel een en twee komt de religie om de hoek kijken, met name door verwijzingen naar Utu, de god van de rechtvaardigheid. Het slot van deel een luidt: 
De held is uniek, hij alleen is de gelijke van velen
Utu is uniek, hij alleen is de gelijke van velen
Door met de held te staan wordt je leven verlengd!
Door met Utu te staan wordt je leven verlengd!
Šuruppak gaf deze vermaningen aan zijn zoon
Šuruppak, de zoon van Ubara-Tutu
gaf deze vermaningen aan zijn zoon Ziusudra.
In de vermaningen zelf zijn verwijzingen naar de goden echter niet terug te vinden en in de oudste versies van Tell Abu Salabikh ontbreken de inleidingen en afsluitingen. Het is dus goed mogelijk dat het stuk oorspronkelijk wereldlijk van aard was en over lange tijd verzameld is, maar dat het later door de priesters in een religieus raamwerk geplaatst is.